# Das fünfte Siegel
Das fünfte Siegel (Originaltitel: Az ötödik pecsét) ist ein ungarischer Kriegsfilm aus dem Jahr 1976 von Zoltán Fábri basierend auf einem Roman des ungarischen Autors Ferenc Sánta. Der Film gewann die Goldene Auszeichnung beim 10. Internationalen Filmfestival Moskau und nahm am Wettbewerb der 27. Internationalen Filmfestspiele Berlin teil. Der Film wurde außerdem als ungarischer Beitrag für einen Oscar in der Kategorie „Bester fremdsprachiger Film“ eingereicht, erhielt jedoch keine Nominierung.

## Handlung
Der Film basiert auf einem Buch von Ferenc Sánta. Herbst 1944: Jeden Abend treffen sich vier Freunde in einem Restaurant. Jenseits der Mauern tobt der Zweite Weltkrieg. Nachts verschwinden spurlos Nachbarn, verschleppt von der Geheimpolizei. Aber die Freunde trösten sich mit der Tatsache, dass sie als einfache Leute nicht die Kraft besitzen etwas zu ändern. Sie waschen ihre Hände in Unschuld und sind für die Grausamkeiten, die draußen geschehen nicht verantwortlich. Ihre Hoffnungen, den Krieg unbeteiligt auszusitzen, scheitern aber bald, als ein geheimnisvoller Veteran des Ersten Weltkrieges das Restaurant besucht.

## Auszeichnungen
- 1977: Goldene Auszeichnung des Internationalen Filmfestivals Moskau
- 1977: Nominiert für den Goldenen Bär bei den Internationalen Filmfestspielen Berlin